# Wildeshausen
Wildeshausen (plattysk: Wilshusen) er administrationsby i Landkreis Oldenburg i den tyske delstat Niedersachsen. Den ligger i den sydlige del af landkreisen midt i Naturparken Wildeshauser Geest ved floden Hunte.

## Geografi
Wildeshausen ligger ved den midterste del af Hunte i området med Ems-Hunte-Geest og grænser mod sydvest til Landkreis Vechta, mens resten af kommunen grænser til andre kommuner i Landkreis Oldenburg. Kommunen er hovedsageligt landbrugsland, afvekslende med skove; Det tidligere hedelandskab er på nær små rester, forsvundet.
De nærmeste større byer er Oldenburg ca 30 km mod nord, Bremen ca 30 km mod nordøst og Osnabrück ca. 70 km mod syd.

### Nabokommuner og byer
Nabokommuner er (med uret fra nord) Dötlingen, kommunerne Prinzhöfte, Winkelsett og Colnrade (alle Samtgemeinde Harpstedt), kommunen Goldenstedt, kommunen Visbek, landsbyen Ahlhorn (Großenkneten) og kommunen Großenkneten.
| Großenkneten (13 km) | Dötlingen (6 km)    | Prinzhöfte (11 km) |  |
| Ahlhorn (14 km)      |                     | Winkelsett (7 km)  |  |
| Visbek (10 km)       | Goldenstedt (11 km) | Colnrade (8 km)    |  |

Afstandene er fra centrum af byen.

### Inddeling
Ud over det hovedbyen med det historiske centrum består kommunen Wildeshausen af det omvivende landområde med en lang række landsbyer og bebyggelser præget af landbruget (indbyggertal i parentes: )
- Aldrup (26)
- Aumühle (325)
- Bargloy (92)
- Bühren (55)
- Denghausen (15)
- Düngstrup (197)
- Garmhausen (15)
- Glane (34)
- Hanstedt (43)
- Heinefelde (37)
- Hesterhöge (58)
- Holzhausen (161)
- Kleinenkneten (174)
- Lohmühle (55)
- Lüerte (154)
- Pestrup (15)
- Spasche (8)
- Thölstedt (67)